# Прилов

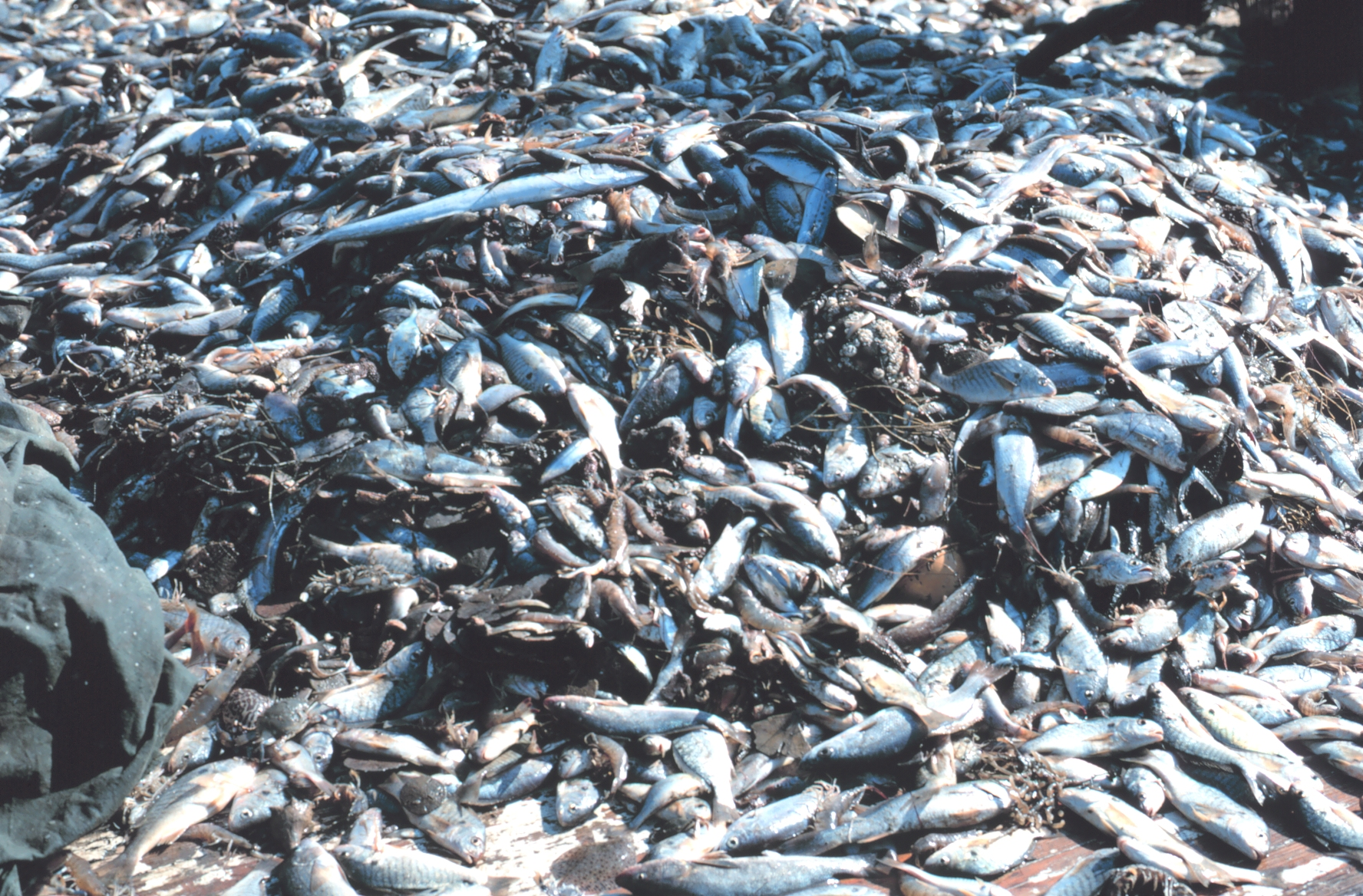
Прилов при вылове креветок

Прилов — неумышленная добыча, попадающая в сети в промышленном рыболовстве. В 1997 году Организация экономического развития и сотрудничества определила это понятие как: «общая промысловая смертность, за исключением той, что следует непосредственно из вылова целевых видов». Прилов является причиной снижения эффективности рыболовства, выбросов и перелова. Прилов могут составлять как рыбы, так и другие морские животные. Иногда прилову находят применение, однако, как правило, его выбрасывают за борт, как отходы. Причиной прилова являются совместное обитание различных видов гидробионтов, смешанные скопления молоди и крупных объектов промысла, неселективные орудия лова и законодательные ограничения вылова, вынуждающие рыбопромышленников избавляться от неразрешённой добычи. Нередко в качестве прилова погибают также малые киты, дельфины, тюлени, черепахи, морские птицы, акулы и скаты.

## Последствия
По данным Всемирного фонда дикой природы ежегодно в качестве прилова погибают около 300 тысяч китообразных, 650 тысяч тюленевых, 300 тысяч морских птиц, несколько миллионов акул, а также 250 тысяч морских черепах. При ловле креветок объём прилова может достигать 80 процентов всего улова. По оценкам Гринпис ежегодный глобальный прилов составляет около 40 млн тонн при общем объёме рыболовецкой добычи около 140 млн тонн. Прилов, будучи выброшенным, как правило, не учитывается в промысловой статистике и не играет роли в установлении квот.
Возникновение прилова может стать источником развития в конкретном регионе широкой сети нелегального рынка биоресурсов. Такие случаи встречаются в развивающихся странах мира почти повсеместно. Одним из самых известных случаев является прилов каспийского тюленя в России

## Снижения прилова
Одной из возможностей снижения прилова являются акустические сигналы, отпугивающие, к примеру, дельфинов. Существуют рыболовецкие сети со специальными клапанами для дельфинов и других нецелевых видов, через которые те могут высвободиться. Ещё одной возможностью снизить прилов является селективный промысел. Правилами рыболовства законодательно ограничиваются приловы молоди промысловых рыб и беспозвоночных . Так, если при промысле донных рыб в Баренцевом море количество мелкой трески длиной менее 44 см в полученном судном улове превышает 15%, это промысловое судно обязано сместиться на расстояние не менее 5 морских миль от позиции этого лова.

## Позитивные стороны прилова
Хотя прилов мелкой рыбы оценивается скорее негативно, существуют и альтернативные мнения, по которым вредным считается селективный промысел, а прилов — естественным явлением, которое нужно признать законодательно. Более того, вылов с приловом оставляет экосистемы в лучшем состоянии по сравнению с ранее рекомендуемым селективным выловом, минимизирующим прилов.